# هاردوير: ريفلز
هاردوير: ريفلز (بالإنجليزية: Hardware: Rivals)‏ ، هي لعبة فيديو إلكترونية صدرها شركة سوني كمبيوتر إنترتنمنت بتاريخ 6 يناير سنة 2016م، ويعمل حصراً على بلاي ستيشن 4 ، وهي لعبة مشابهة للعبة تويست ميتال.

## مصدر
1. ↑  "All PS Now games A-Z" (بالإنجليزية). Archived from the original on 2021-07-03. Retrieved 2021-07-05.
2. ↑  "Game Guide". community.eu.playstation.com. مؤرشف من الأصل في 2017-07-23. اطلع عليه بتاريخ 2015-11-18.

## وصلة خارجية
- الموقع الرسمي